# Lovrenc Osgnach
Lovrenc Osgnach (Ošnjak), slovenski rimskokatoliški duhovnik, redovnik in misijonar slovenskega rodu, * 31. julij 1925 Ošnje, Kraljevina Italija, † 10. april 1992, Pordenone, Italija.

## Življenje in delo
Rodil se je v beneški Sloveniji, v slovenski družini v Ošnjah pri Podutani. Vstopil je k misijonarjem Družbe Jezusove in 1. junija 1950 pel novo mašo v cerkvi v Gorenji Mersi pri Podutani.
Po posvetitvi v mašnika so ga predstojniki poslani v Visco na Portugalsko kjer imajo redovniki kombonijanci (misijonarji Srca Jezusovega) svoje semenišče. Tu je ostal 13 let in bil semeniščni rektor, profesor in spiritual. Iz Visca je odšel za misijonarja v Mozambik, kjer je delal v Mangi in drugih krajih. Po sedmih letih je težko zbolel in se vrnil v Italijo. Najprej se je ustavil v Bologni, ko je ozdravel je bil župnik v Milanu, nazadnje pa v mestni župniji v Pordenonu. Tu je živel v hiši bratov kombonijancev, ki imajo v hiši kreativni center, kateri skrbi za ljudi iz dežel tretjega sveta. Osgnach se je v centru posvetil tudi tem ljudem, posebno tistim, ki so prišli iz Afrike.